# Arroyo Yuquerí Grande
El arroyo Yuquerí Grande es un pequeño curso de agua de la cuenca hidrográfica del río Uruguay, ubicado en el departamento Concordia, provincia de Entre Ríos, Argentina. Su nombre, que proviene del idioma guaraní, refiere a una planta del género de las mimosas, cuyo fruto es similar a la zarzamora.
Se dirige con rumbo sureste hasta desaguar en el río Uruguay en la parte sur de la ciudad de Concordia. En el tramo final de su curso atraviesa el ejido municipal de esa ciudad, separando de esta algunos barrios periféricos. Lo atraviesa la Ruta Nacional 14.
El arroyo Yuquerí Grande nace en el punto de coordenadas 31°08′36″S 58°18′27″O / -31.14333, -58.30750 a una altitud de 56 m s. n. m. en la confluencia de dos arroyos que bajan desde la cuchilla Grande. Su principal afluente es el arroyo Chajarí (de 21,54 km de curso), seguido por el arroyo Carpinchorí (de 19,05 km de curso), y el arroyo La Báez (de 16,31 km). Otros afluentes son los arroyos Concordia (de 6,25 km), Cambá Paso (de 4,26 km), Portero, y otros 8 arroyos de entre 2 y 8 km de longitud. Luego de recorrer 54,03 km desagua en el río Uruguay a 31°25′28″S 58°02′52″O / -31.42444, -58.04778 en el paraje en donde se hallaba el antiguo puerto de Concordia. Considerando los afluentes que le dan origen la longitud total del arroyo es de 61,05 km.